# Belgiens Grand Prix 1979
Belgiens Grand Prix 1979 var det sjätte av 15 lopp ingående i formel 1-VM 1979. 

## Resultat
1. Jody Scheckter, Ferrari, 9 poäng
2. Jacques Laffite, Ligier-Ford, 6
3. Didier Pironi, Tyrrell-Ford, 4
4. Carlos Reutemann, Lotus-Ford, 3
5. Riccardo Patrese, Arrows-Ford, 2
6. John Watson, McLaren-Ford, 1
7. Gilles Villeneuve, Ferrari
8. Hans-Joachim Stuck, ATS-Ford
9. Emerson Fittipaldi, Fittipaldi-Ford
10. Jan Lammers, Shadow-Ford
11. Jean-Pierre Jarier, Tyrrell-Ford

### Förare som bröt loppet
- Patrick Depailler, Ligier-Ford (varv 46, olycka)
- James Hunt, Wolf-Ford (40, olycka)
- Alan Jones, Williams-Ford (39, elsystem)
- Mario Andretti, Lotus-Ford (27, bromsar)
- Nelson Piquet, Brabham-Alfa Romeo (23, motor)
- Niki Lauda, Brabham-Alfa Romeo (23, motor)
- René Arnoux, Renault (22, turbo)
- Bruno Giacomelli, Alfa Romeo (21, olycka)
- Elio de Angelis, Shadow-Ford (21, olycka)
- Jochen Mass, Arrows-Ford (17, snurrade av)
- Hector Rebaque, Rebaque (Lotus-Ford) (13, transmission)
- Jean-Pierre Jabouille, Renault (13, turbo)
- Clay Regazzoni, Williams-Ford (1, olycka)

### Förare som ej kvalificerade sig
- Patrick Tambay, McLaren-Ford
- Arturo Merzario, Merzario-Ford
- Derek Daly, Ensign-Ford
- Gianfranco Brancatelli, Kauhsen-Ford

## VM-ställning
| Förarmästerskapet 1. Jody Scheckter, Ferrari, 24 Jacques Laffite, Ligier-Ford, 24 2. Patrick Depailler, Ligier-Ford, 20 Gilles Villeneuve, Ferrari, 20 | Konstruktörsmästerskapet 1. Ferrari, 45 2. Ligier-Ford, 44 3. Lotus-Ford, 33 |